# Port lotniczy Coto 47
Port lotniczy Coto 47 (ang. Coto 47 Airport, IATA: OTR, ICAO: MRCC) – port lotniczy zlokalizowany w kostarykańskim mieście Coto 47.